# Ceratopogonidae
Cératopogonidés
 (octobre 2009).
Famille
Les Ceratopogonidae (cératopogonidés) sont une famille d'insectes de l'ordre des diptères.
Cette famille est riche de plus de 1 300 espèces et, avec une taille de 0,8 à 3 mm sont les plus petits des diptères piqueurs. La plupart des espèces sont hématophages, s'en prenant selon les espèces aux mammifères dont l'humain, les oiseaux, les reptiles, les batraciens ou bien d'autres insectes. La victime se rend rarement compte de sa présence avant qu'il n'ait commencé son repas de sang ou d'hémolymphe.
Certaines espèces du genre Culicoides Latreille 1809 sont vectrices d'agents pathogènes principalement pour les animaux. Il s'agit des virus de la fièvre catarrhale ovine, de la peste équine, de la maladie hémorragique des cervidés, d'Akabane, et de l'encéphalite équine. Ils transmettent également des parasites d'importance vétérinaire, comme des hémoparasites (Haemoproteus sp. chez les oiseaux ; Hepatocystis kochi chez les singes) et des filaires (Onchocerca sp. chez les chevaux et les bovins).
En Amérique latine, certaines espèces sont vectrices du virus Oropouche  chez l'humain.

## Description
Sa piqûre qui donne une sensation de brûlure lui a mérité le nom de « brûlot » au Canada francophone. En France, ils sont parfois dénommés par erreur « aoûtats ». Ils portent beaucoup de surnoms : dans le Sud de la France on trouve des noms tirés de l'occitan « arabis » ou « alambis ».
La famille des cératopogonidés est, de beaucoup, la plus grande et la moins connue des familles de diptères hématophages. Toutefois, à l'exception de quelques espèces de Leptoconops, ces espèces de cératopogonides, qui s'attaquent aux êtres humains et au bétail au Canada, appartiennent toutes au genre Culicoides.
Il existe plus de 50 espèces de ce genre au Canada, et la plupart d'entre elles se nourrissent de sang de mammifères ou d'oiseaux, bien que quelques-unes s'attaquent exclusivement aux reptiles ou aux amphibiens.
Les autres membres du genre possèdent des pièces buccales atrophiées et ne font sans doute pas de repas sanguin. Outre le genre Culicoides, il existe de nombreux autres genres de Cératopogonides au Canada englobant des centaines d'espèces qui, dans la majorité des cas, n'ont pas encore été identifiées.
Ces insectes vivent dans toutes les régions du Canada, même sur les îles arctiques. Certains membres du genre Forcipomyia sucent le sang des insectes de plus grande taille (presque comme des ectoparasites), soit directement des insectes vivants, soit des carcasses piégées dans les toiles d'araignées où ils ne sont pas eux-mêmes piégés.
Quelques espèces d'Atrichopogon sucent le contenu des grains de pollen. La majorité des autres Cératopogonides femelles sont des insectes prédateurs qui se nourrissent même de leurs semblables; elles capturent leurs proies au vol et avalent même le mâle après l'accouplement. Comme dans le cas des moustiques et des mouches noires, seules les femelles s'alimentent de sang ainsi que de nectar et d'autres sécrétions sucrées; les mâles se nourrissent exclusivement de ces dernières.
Les larves de Cératopogonides sont minuscules, et il est difficile de les repérer, bien qu'elles soient présentes dans une vaste gamme d'habitats humides, habituellement au milieu d'une végétation en décomposition. Les larves se nourrissent de matières végétales telles que les algues, les champignons ou les spores de champignon ou bien sont carnivores. Les insectes carnivores ont une tête pointue dont ils se servent pour pénétrer à l'intérieur des larves d'insectes de plus grande taille. Les herbivores choisissent en général des habitats humides terrestres, comme l'intérieur de l'écorce des arbres morts. Les carnivores sont des insectes aquatiques ou terricoles. Les larves de Leptoconops, dont les habitudes alimentaires restent inconnues, ont été repérées à plusieurs centimètres de profondeur dans les plages de sable.
Les larves de Ceratopogonidae ne filent ni cocon ni soie, et se transforment en pupes dans leur gîte larvaire même ou près de celui-ci. Les pupes des espèces aquatiques peuvent se laisser flotter jusqu'à la surface, mais ne peuvent pas nager; les pupes qui se sont transformées sous l'écorce d'un arbre revêtent souvent partiellement leur dernière enveloppe larvaire.

## Espèces ditesnuisibles
Même si les espèces de brûlots abondent au Canada, peu d'entre elles, relativement parlant, sont nuisibles. Dans la forêt boréale, particulièrement dans l'est du Québec et dans les provinces de l'Atlantique, la présence de Culicoides sanguisuga et d'autres espèces rendent le camping intolérable dans les régions boisées à la fin de juin et en juillet.
Dans les Maritimes, au voisinage des marais salés côtiers, Culicoides furens peut être abondant, sans être aussi nuisible que plus au sud aux États-Unis.
Culicoides occidentalis serait le principal vecteur du virus à l'origine de la maladie à virus dite « de la langue bleue » qui affecte le bétail au centre de la Colombie-Britannique.
En Écosse, c'est Culicoides impunctatus, localement appelé midge.

## Liste des sous-familles
Selon ITIS :
- Forcipomyiinae
- Dasyheleinae
- Ceratopogoninae Newman, 1834
- Leptoconopinae